# Bitva u Nebovid
Bitva u Nebovid byl ozbrojený střet husitských válek, ke kterému došlo 6. ledna 1422 při druhé křížové výpravě. Jednalo se o závěrečné střetnutí bitvy u Kutné Hory, při němž husité vedení Janem Žižkou zvítězili nad uherskými oddíly krále Zikmunda a následně zahnali křižácké vojsko na ústup.

## Předehra
Strategie tažení druhé křížové výpravy předpokládala, že do Čech vpadnou dva útočné proudy. Jeden ze severu, druhý pak z východu přes Moravu. Akce však byla špatně koordinovaná, a tak zatímco německé oddíly postupující od severu byly již počátkem října 1421 donuceny se stáhnout, král Zikmund s uherskými a rakouskými oddíly tou dobou teprve vyrazil na Moravu. Proti nim vytáhla do pole spojená vojska pražanů, táborů a orebitů. Ke střetnutí došlo poblíž Kutné Hory. Husité rozložili vozovou hradbu nedaleko městských hradeb. Křižáci byli několikrát odraženi při pokusu o prolomení husitských vozů, když však Zikmund město ovládl zradou kutnohorských měšťanů, husité se ocitli v obklíčení. Žižkovi se ale 22. prosince 1421 podařilo nepřátele překvapit, obklíčení prolomit a ustoupit do Kolína. Křižáci si tento ústup vysvětlili jako své vítězství a bezstarostně se utábořili v okolí Kutné Hory.

## Průběh
Po získání dalších posil pak Žižka krátce po Novém roce vytáhl opět ke Kutné Hoře. Zde 6. ledna 1422 u vesnice Nebovidy (asi 6–7 km od města) zaskočil královský předvoj, který se na výšině jižně od vsi pokusil svést s protivníkem bitvu. Při střetnutí zahynulo množství Uhrů, výsledek vyzněl jednoznačně ve prospěch husitů. Král Zikmund si patrně brzy poté uvědomil, že nemá smysl shromažďovat rozptýlené oddíly ani dál organizovat odpor, a celé křižácké vojsko se dalo na ústup. Ještě v noci křižáci zapálili Kutnou Horu, která opět padla do husitských rukou.

## Důsledky
Události u Kutné Hory znamenaly definitivní konec druhé křížové výpravy. Prchající Zikmundovo vojsko husité pronásledovali a 9. ledna je tvrdě porazili v bitvě u Habrů. Naposledy se ustupující křižáci pokusili zformovat k boji u Německého Brodu, aby tak před pronásledovateli kryli králův ústup na Moravu, i zde však byli poraženi. Velké ztráty v řadách Zikmundových vojáků způsobil jejich zmatený přechod zamrzlé řeky Sázavy. Část vojáků se stáhla do města, kde se dále bránila. Během vyjednávání o kapitulaci však část husitů nerespektovala příměří, bez Žižkova vědomí vnikla do města. a vojáky i obyvatelstvo zmasakrovala. Zbytku křižáků v čele se Zikmundem se podařilo uprchnout.